# Гандзей Степан Варфоломійович
Степан Варфоломійович Гандзей (1886, Подільська губернія, тепер Вінницька область — розстріляний 20 листопада 1937) — український радянський партійний, профспілковий та господарський діяч, залізничник. Член ЦК КП(б)У в березні — квітні 1920 р. Член ВУЦВК.

## Біографія
Народився у грудні 1886 року в селянській родині. Здобув початкову освіту. Служив у російській імператорській армії. Учасник першої світової війни.
Член РСДРП(б) з 1917 року. Партійний псевдонім — Могучий. Після Лютневої революції 1917 року — організатор комуністичних осередків у військах.
З жовтня 1917 року працював старшим інструктором у профспілці залізничників; головою Центральної ревізійної комісії профспілки залізничників у Києві. Служив на бронепоїзді РСЧА на Північному фронті у місті Архангельську.
З 1920 року — голова районного комітету КП(б)У в місті Києві, відповідальний організатор районних комітетів КП(б)У.
Потім — на господарській роботі. До листопада 1936 року — начальник магазину «Залізничні запчастини».
19 листопада 1936 року заарештований органами НКВС Воронезької області РРФСР. 19 листопада 1937 року засуджений до розстрілу. Розстріляний 20 листопад 1937 року. Реабілітований.